# Farouk Bermouga
Farouk Bermouga est un acteur français. Il est connu pour avoir joué le rôle de Mehdi Salmani dans Faites comme chez vous !

## Filmographie
Sauf indication contraire, les informations mentionnées dans cette section peuvent être confirmées par la base de données cinématographiques IMDb,  présente dans la section « Liens externes ».

### Cinéma
- 1989 : Dieu vomit les tièdes de Robert Guédiguian : Karim
- 1997 : Just Do It (court métrage) de Frédéric Chèze et Denis Thybaud
- 1999 : La Fille sur le pont de Patrice Leconte : le serveur dans le TGV
- 2000 : Embrasse-moi ! (court métrage) de Camille Saféris : Michel
- 2003 : L'Éclaircie (moyen métrage) de Frédéric Loustalot : Farrouk
- 2013 : Cadrage/débordement (court métrage) d'Éric Savin : le videur
- 2019 : Do Me Hard (court métrage) de Fairouz M'Silti : Hugo

### Télévision
- 1997 : Mireille et Vincent de Jean-Louis Lorenzi : Ourias
- 1998 : Bonnes vacances de Pierre Badel : Toni Bergelin
- 1999 : Vertiges, épisode Jusqu'à ce que la mort nous sépare réalisé par Lionel Epp : Sam
- 2002 : Julie Lescaut, épisode Soupçons réalisé par Pascale Dallet : Fabiani
- 2003 : Femmes de loi, épisode Tableau de chasse réalisé par Benoît d'Aubert : Le légiste
- 2005 : Faites comme chez vous !, série créée par Arnaud Gidoin : Mehdi Salmani
- 2006 : Amélie a disparu de Joyce Buñuel : Albert
- 2008 : PJ, épisode Monstres réalisé par Claire de La Rochefoucauld : Hossam Nazief
- 2008 : Mac Orlan, épisode La Fille au tailleur blanc réalisé par Patrick Poubel : Sadri Ben Nasri
- 2009 : Plus belle la vie, saison 6, 7 épisodes : Hicham Assoudi
- 2010 : Famille d'accueil : Kamel Essaidi[réf. nécessaire]
- 2010 : L'homme sans nom de Sylvain Monod : Antoine Orlac
- 2010-2011 : Les Edelweiss, série réalisée par Stéphane Kappes : Laurent
- 2012 : Lignes de vie, série créée par Cristina Arellano et Sylvie Coquart : Marc
- 2012 : Main courante, épisode Fin de mois  réalisé par Jean-Marc Thérin : Zafraoui
- 2013 : Les Limiers, épisode Passé trouble réalisé par Alain DesRochers : Morad Jawad
- 2013-2014 : Sous le soleil de Saint-Tropez, série créée par Pascal Breton : Sébastien
- 2014 : Clem, épisode Rendez-moi ma fille réalisé par Joyce Buñuel : Maître Ahmlaoui
- 2014 : Une famille formidable, épisode Quel cirque ! réalisé par Alexandre Pidoux : Gustave Monier
- 2014 : Les Hommes de l'ombre, épisodes Chantage et L'Exercice du pouvoir réalisés par Jean-Marc Brondolo : Agent anti-terroriste
- 2015 : Alice Nevers, le juge est une femme, épisode  Chut ! réalisé par Éric Le Roux : Kevin Ouamali
- 2015 : La Famille Millevoies, mini-série réalisée par Fabien Gazanhes : Le père
- 2015 : Section de recherches, saison 9, épisode 2 : Oscar Granger[réf. nécessaire]
- 2016 : Meurtres à Avignon de Stéphane Kappes : Abdel
- Depuis 2018 : Demain nous appartient, série créée par Frédéric Chansel, Laure de Colbert, Nicolas Durand-Zouky, Éline Le Fur, Fabienne Lesieur et Jean-Marc Taba, à partir de l'épisode 231 : Victor Brunet
- 2018 : Joséphine, ange gardien, épisode Un pour tous (1re et 2e parties) réalisé par Thierry Petit : Gabriel
- 2018 : Piégés de Ludovic Colbeau-Justin : Antoine Brisset
- 2021 : Jugée coupable : Bertrand Lafont
- 2022 : Le Meilleur d'entre nous, mini-série de Floriane Crépin

## Théâtre
- 1992 : Caligula d'Albert Camus, mise en scène Jacques Rosny, Théâtre 14 Jean-Marie Serreau, Théâtre des Mathurins
- 1998 : 1 table pour 6 d'Alan Ayckbourn, mise en scène Alain Sachs, Théâtre du Palais-Royal
- 1999-2001 : L'Avare de Molière, mise en scène Roger Planchon, TNP Villeurbanne et Odéon-Théâtre de l'Europe